# Estação Ferroviária de Catoira
A Estação Ferroviária de Catoira é uma interface ferroviária da Linha Redondela-Santiago de Compostela que serve a localidade de Catoira, na Galiza.